# Fonte Longa (Mêda)
Fonte Longa é uma povoação portuguesa do Município de Mêda que foi sede da extinta Freguesia de Fonte Longa, freguesia que tinha 9,96 km² de área e 130 habitantes (2011), e, por isso, uma densidade populacional de 13,1 hab/km².
A Freguesia de Fonte Longa foi extinta (agregada) pela reorganização administrativa de 2012/2013, tendo o seu território sido agregado ao das Freguesias de Mêda e de Outeiro de Gatos para criar a União de Freguesias de Mêda, Outeiro de Gatos e Fonte Longa.
A antiga freguesia da Fonte Longa fez parte do concelho (atual município) da Meda por decreto de 1895, não obstante só ter saído do concelho de Vila Nova de Foz Côa três anos depois. A povoação é uma autêntica varanda sobre as terras da Veiga de Longroiva. Faz parte, com Meda, Poço do Canto e Longroiva, do conjunto das freguesias do município da Meda incluídas na Região Demarcada do Douro. 

## População
| Totais e grupos etários | Totais e grupos etários | Totais e grupos etários | Totais e grupos etários | Totais e grupos etários | Totais e grupos etários | Totais e grupos etários | Totais e grupos etários | Totais e grupos etários | Totais e grupos etários | Totais e grupos etários | Totais e grupos etários | Totais e grupos etários | Totais e grupos etários | Totais e grupos etários | Totais e grupos etários |
| ----------------------- | ----------------------- | ----------------------- | ----------------------- | ----------------------- | ----------------------- | ----------------------- | ----------------------- | ----------------------- | ----------------------- | ----------------------- | ----------------------- | ----------------------- | ----------------------- | ----------------------- | ----------------------- |
|                         | 1864                    | 1878                    | 1890                    | 1900                    | 1911                    | 1920                    | 1930                    | 1940                    | 1950                    | 1960                    | 1970                    | 1981                    | 1991                    | 2001                    | 2011                    |
| Total                   | 533                     | 567                     | 597                     | 587                     | 579                     | 510                     | 597                     | 718                     | 579                     | 521                     | 364                     | 325                     | 238                     | 199                     | 130                     |

| 0-14 anos | 15-24 anos | 25-64 anos | 65 e + anos |
| 20 \| 5   | 18 \| 6    | 89 \| 54   | 72 \| 65    |
| -75%      | -67%       | -39%       | -10%        |

## Património
- Igreja Matriz de Fonte Longa;
- Capela de São Sebastião;
- Capela de Nossa Senhora de Belém.